# Мосли, Дэниэл, 4-й барон Рейвенсдейл
Дэниел Николас Мосли, 4-й барон Рейвенсдейл, 8-й баронет Мосли (англ. Daniel Nicholas Mosley, 4th Baron Ravensdale, 8th Baronet; родился 10 октября 1982 года) - британский наследственный пэр и член Палаты лордов. Он — инженер, в настоящее время работает директором проекта Atkins.

## Биография
Родился 10 октября 1982 года. Старший сын достопочтенного Шона Николаса Мосли (1949—2009), и Терезы Фрэнсис Клиффорд. Внук Николаса Мосли, 3-го барона Рейвенсдейла (1923—2017). Его прадедом по отцовской линии был Освальд Мосли, 6-й баронет (1896—1980), лидер и основатель Британского союза фашистов.
28 февраля 2017 года он сменил своего деда, романиста Николаса Мосли (который не использовал титулы), в качестве 4-го барона Рейвенсдейла и 8-го баронета Мосли. Титул барона Рейвенсдейла был создан для его прапрадеда Джорджа Керзона, 1-го маркиза Керзона Кедлстонского.
Барон Рейвенсдейл стал членом Палаты лордов в марте 2019 года после победы на дополнительных выборах наследственных пэров.